# Anna Maria von Boskowitz und Černahora

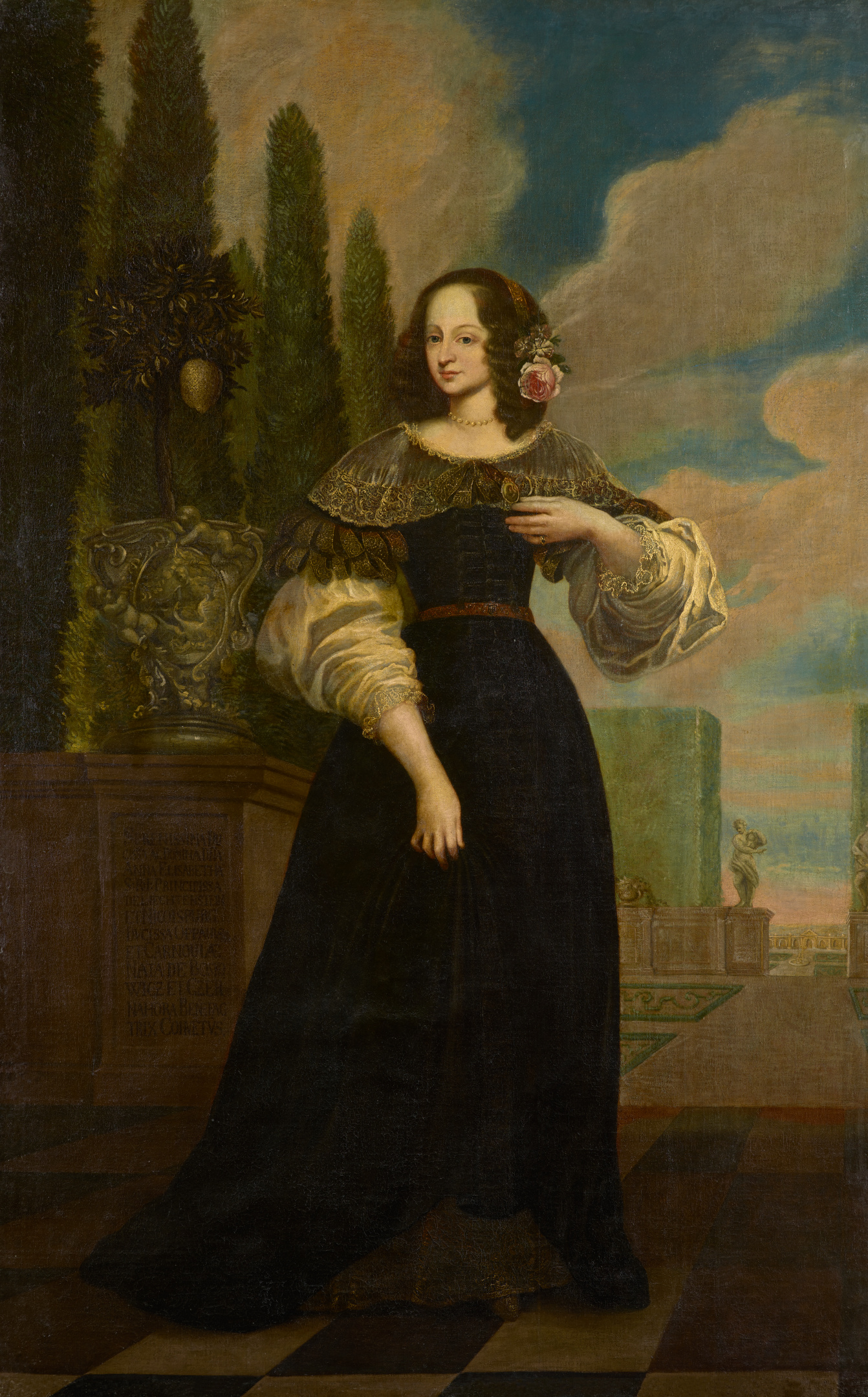
Anna Maria von Boskowitz und Černahora, Fürstin von Liechtenstein

Anna Maria von Boskowitz und Černahora, auch Anna Maria von Černá Hora und Boskowitz; tschechisch Anna Marie Černohorská z Boskovic, auch Anna Marie z Boskovic a Černé Hory, (* um 1575 in Wien; † 6. Juni 1625 auf Schloss Plumenau) war durch Heirat Fürstin von Liechtenstein.

## Biografie
Anna Maria war die ältere Tochter von Johann von Boskowitz und Černahora, genannt Šembera († 1597), und dessen zweiter Gattin Anna, geborene Kraiger von Kraigk († 1581). Sie wurde im evangelischen Glauben erzogen.
Um 1592 heiratete sie Karl von Liechtenstein (1569–1627), Sohn des kaiserlichen Rats Hartmann II. von Liechtenstein (1544–1585) und dessen Gattin Anna Maria, geborene Gräfin zu Ortenburg (1547–1601). Ihr Gatte wurde 1608 in den Fürstenstand erhoben und 1614 mit dem Herzogtum Troppau sowie 1623 mit dem Herzogtum Jägerndorf belehnt. Da ihr Vater ohne einen männlichen Nachkommen hinterlassen zu haben, starb, fiel das reiche Erbe der Familie Boskowitz an die beiden Erbtöchter. Gemäß den testamentarischen Bestimmungen ihres Vaters erhielt Anna Maria die Allodialherrschaften Mährisch Aussee und Schwarzenberg. 1600 trat sie zum Katholizismus über. Ihre Hofmeisterin war Maria Manrique de Lara d. J., Witwe Johanns V. von Pernstein. Seit 1616 unterhielt sie einen eigenen Silberkämmerer. Im Januar 1620 verehrte sie der Gnadenmutter von Altötting kostbare liturgische Paramente.
Anna Maria verstarb am 6. Juni 1625 auf Schloss Plumenau. Da sie den Jesuiten ein Legat von 30.000 Gulden testiert hatte, lag es im Interesse des Ordens, ihren Leichnam in Obhut zu nehmen. Mit Genehmigung ihres Witwers wurde dieser nach Troppau gebracht und in der Pfarrkirche Mariä Himmelfahrt beigesetzt. Nach den Kriegswirren von 1626 bis 1627 und einem langwierigen Prozess mussten die Jesuiten die Pfarrkirche auf Beschluss Kaiser Ferdinands II. dem Deutschen Orden 1634 übergeben. Alsdann übertrugen die Jesuiten ihren Leichnam in die St. Georgskirche, ehe dieser auf Befehl ihres Sohns in die Minoritenkirche nach Jägerndorf gebracht wurde. Letztlich ordnete ihr Sohn 1637 die Überführung ihrer sterblichen Überreste nach Wranau an, wo diese in der Familiengruft bestattet wurden.

## Familie
Aus ihrer Ehe mit Fürst Karl I. von Liechtenstein gingen fünf Kinder hervor:
- Anna Maria (1597–1638) ⚭ 1618 Fürst Maximilian von Dietrichstein (1596–1655)
- Franziska Barbara (1604–1655) ⚭ 1627 Werner T’Serclaes Graf von Tilly (1599–1651)
- Tochter (1610–1611)
- Karl Eusebius (1611–1684) ⚭ 1644 Gräfin Johanna Beatrix von Dietrichstein (1626–1676)
- Heinrich († jung verstorben nach 1612)